# Maithripala Sirisena

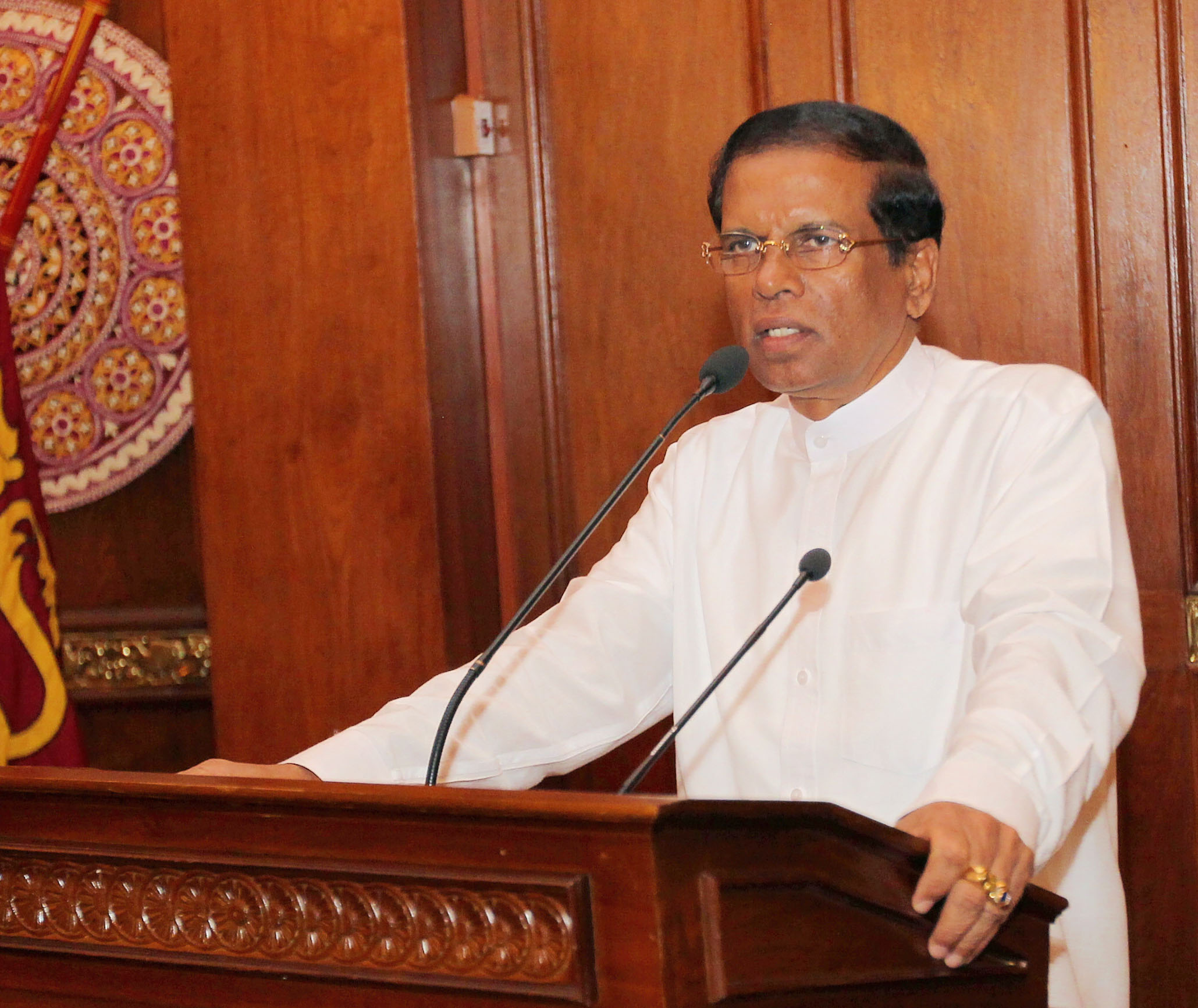
Maithripala Sirisena (2015)

Sirisenas Unterschrift

Pallewatte Gamaralalage Maithripala Yapa Sirisena (kurz Maithripala Sirisena; singhalesisch මෛත්‍රිපාල සිරිසේන; Tamil மைத்திரிபால சிறிசேன; * 3. September 1951) ist ein sri-lankischer Politiker. Als Hauptkandidat der Opposition setzte er sich bei der Präsidentschaftswahl in Sri Lanka am 8. Januar 2015 überraschend gegen den Amtsinhaber Mahinda Rajapaksa durch und war vom 9. Januar 2015 bis zum 18. November 2019 Präsident Sri Lankas.

## Leben und politischer Werdegang

### Werdegang bis 2014
Sirisena wurde 1951 in eine singhalesische Landbesitzer- und Bauernfamilie geboren und wuchs im Distrikt Polonnaruwa auf. Er besuchte das Royal College in Polonnaruwa, absolvierte später auch noch drei Jahre einer landwirtschaftlichen Ausbildung an der Kundasale Farm School und wurde Mitglied der Jugendorganisation der Sri Lanka Freedom Party (SLFP). Zunächst arbeitete er in landwirtschaftlichen Kooperativen und betätigte sich nebenher weiter für die SLFP. Seit 1978 war er als Berufspolitiker aktiv. 1979 wurde er zum SLFP-Parteisekretär des Distrikts gewählt und 1983 zum Vorsitzenden der SLFP-Jugendorganisation von Sri Lanka. 1989 wurde er im Wahlkreis Polonnaruwa erstmals in das Parlament von Sri Lanka gewählt. Auch bei den folgenden Wahlen 1994, 2000, 2001, 2004 und 2010 konnte er ein Wahlkreismandat in Polonnaruwa gewinnen. Zwischen 1997 und 2001 sowie erneut 2004 bis 2014 hatte er verschiedene Ministerämter in der sri-lankischen Regierung inne, zuletzt das des Gesundheitsministers. Seit Juni 2001 bis zum 21. November 2014 war er Generalsekretär der SLFP.

### Präsidentschaft 2014 bis 2019
Überraschend erklärte Sirisena am 21. November 2014 auf einer Pressekonferenz seine Kandidatur bei der kommenden Präsidentschaftswahl als Kandidat der Opposition. Zugleich kündigte er seinen Austritt aus der SLFP und den Rücktritt vom Ministeramt an. Dem regierenden Präsidenten Mahinda Rajapaksa warf Sirisena vor, das Land in Richtung Diktatur führen zu wollen. Er beschuldigte ihn der Vetternwirtschaft. Sri Lanka sei unter Rajapaksas Herrschaft der Korruption und Rechtsunsicherheit ausgeliefert. Nach Sirisenas überraschendem Sieg bei der Präsidentschaftswahl am 8. Januar 2015 kündigte er an, die von seinem Vorgänger ausgebaute Macht des Präsidenten gegenüber einem zu stärkenden Parlament zu beschränken und die starke Anlehnung an China insofern zu revidieren, als gemeinsame Projekte auf Korruption überprüft werden sollen.
Am 30. Januar 2015 ernannte Sirisena den Tamilen Kanagasabapathy Sripavan zum obersten Richter Sri Lankas. Dies wurde auch als Signal der Aussöhnung mit der tamilischen Minderheit im Lande interpretiert.
Einige Tage zuvor hatte Sirisena die durch seinen Vorgänger im Amt Rajapaksa aufgrund von Korruptionsvorwürfen abgesetzte oberste Richterin Shirani Bandaranayake rehabilitiert.

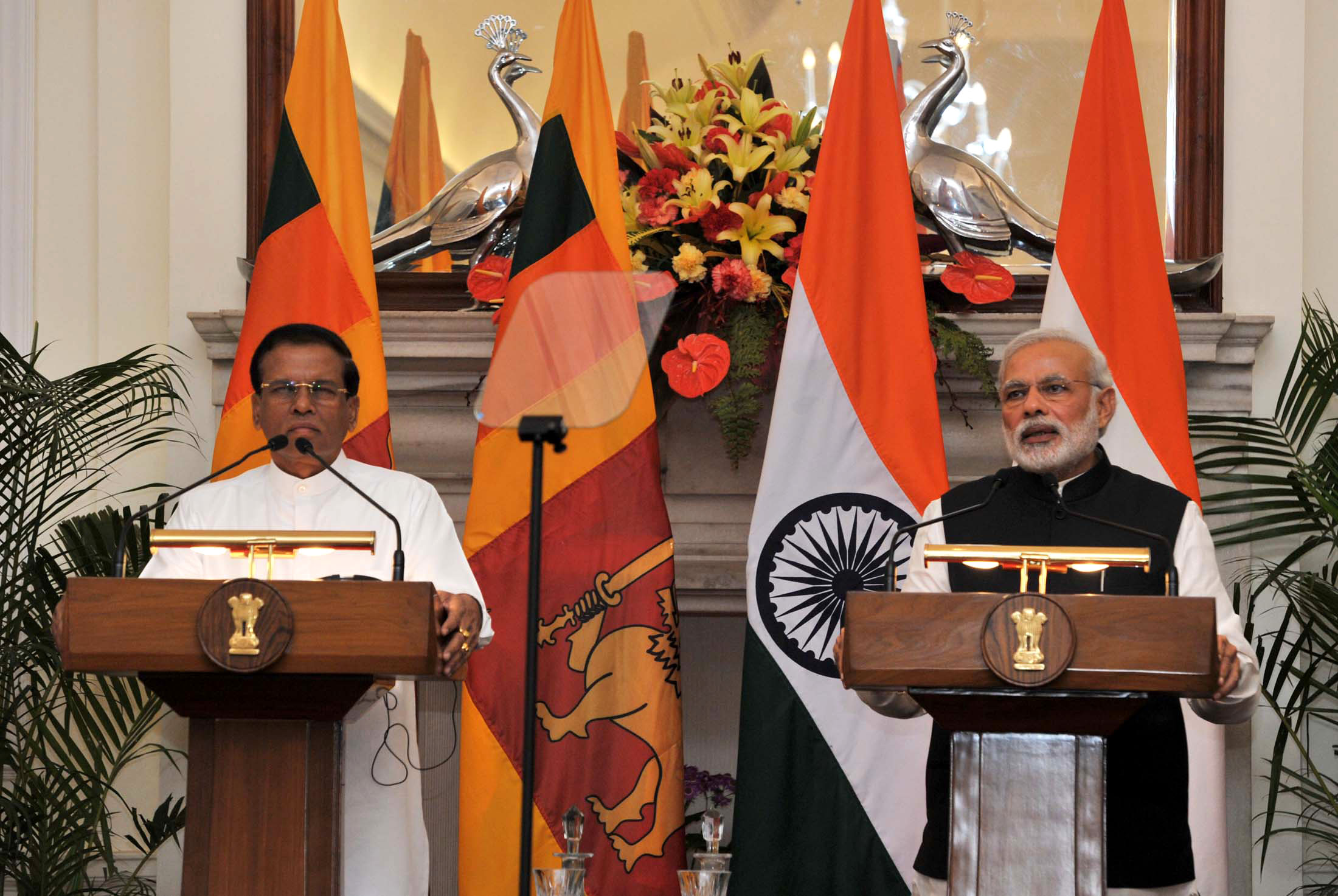
Sirisena bei einem Staatsbesuch in Indien im Februar 2015 (rechts: Premierminister Narendra Modi)

Am 28. April 2015 wurde wesentlich auf Initiative Sirisenas hin der 19. Verfassungszusatz zur Verfassung Sri Lankas verabschiedet und erlangte am 15. Mai 2015 Gesetzeskraft. Damit löste dieser ein Versprechen ein, das er im Wahlkampf abgegeben hatte, nämlich die Abschaffung der „exekutiven Präsidentschaft“. Mit dem Verfassungszusatz wurden wesentliche Präsidentenrechte auf das Parlament übertragen. Sirisena musste sich bei den Diskussionen im Vorfeld gegen erhebliche Widerstände der früheren Rajapaksa-Anhänger durchsetzen. Der Verfassungszusatz setzte den früheren Verfassungsartikel 40 wieder in Kraft, nach dem eine Amtszeitbeschränkung von zwei Amtsperioden für das Präsidentenamt besteht. Dies verunmöglichte dem weiter im Hintergrund lauernden Rajapaksa eine erneute Präsidentschaftskandidatur. Allerdings kamen in der Folgezeit Rechtsstreitigkeiten über die Gültigkeit des neu verabschiedeten Verfassungszusatzes auf.
Im Oktober 2018 entwickelte sich in Sri Lanka eine Verfassungskrise. Am 26. Oktober 2018 entließ Sirisena Premierminister Ranil Wickremesinghe und ernannte seinen Amtsvorgänger Mahinda Rajapaksa zum neuen Premierminister. Dem vorausgegangen waren zunehmende Differenzen zwischen Premierminister und Präsident. Die Ernennung Rajapaksas wurde von vielen Seiten im Ausland sowie in Sri Lanka scharf kritisiert. Der abgesetzte Premierminister Wickremesinghe weigerte sich danach, sein Amt abzugeben, mit dem Argument, dass er weiterhin das Vertrauen des Parlaments genieße. Er forderte Sirisena auf, eine Vertrauensfrage im Parlament zu veranlassen. Nach Ansicht von Verfassungsrechtlern hatte Sirisena mit der Entlassung des Premierministers seine verfassungsmäßigen Kompetenzen überschritten. Vor Verabschiedung des 19. Verfassungszusatzes habe der Präsident diese Befugnis gehabt, aber danach nicht mehr. Am 9. November 2018 erklärte Präsident Sirisena daraufhin das Parlament für aufgelöst und kündigte Neuwahlen für den 5. Januar 2019 an. Währenddessen bemühte sich Rajapaksa in zwei Versuchen, ein Vertrauensvotum durch das Parlament zu erhalten, worin er jedoch scheiterte. Am 13. Dezember 2018 urteilte das Oberste Gericht Sri Lankas, dass die Auflösung des Parlaments „illegal“ gewesen sei. In den folgenden Tagen kam es zu einer gütlichen Einigung der Kontrahenten. Rajapaksa erklärte seinen Rücktritt und am 16. Dezember 2018 wurde Wickremesinghe erneut von Sirisena als Premierminister vereidigt.
Am 26. Juni 2019 unterzeichnete Präsident Sirisena ein Dekret, mit dem das seit 1976 geltende Moratorium für die Todesstrafe aufgehoben wurde. Er begründete dies mit dem zunehmenden Problem des Drogenhandels. Konkret betraf das Dekret vier inhaftierte verurteilte Drogenhändler. Am 10. November 2019 begnadigte Präsident Sirisena den wegen Mordes rechtskräftig zum Tode verurteilten Jude Jayamaha, den Spross einer wohlhabenden, einflussreichen sri-lankischen Familie, nachdem dieser eine 14-jährige Gefängnisstrafe verbüßt hatte, wegen guter Führung. Die Begnadigung führte zu empörten Reaktionen in den Medien.
Im Vorfeld der Präsidentschaftswahl in Sri Lanka am 16. November 2019 ließ Sirisena zunächst offen, ob er erneut kandidieren werde. Er entschied sich kurz vor der Wahl jedoch gegen eine erneute Kandidatur.

### Privates
Sirisena hält sich bezüglich seines Privatlebens bedeckt. Er ist verheiratet, hat zwei Töchter und einen Sohn und ist Buddhist. Er ist Vegetarier und Teetotaler.
Am 26. März 2015 wurde Sirisenas jüngster Bruder durch einen Angreifer mit einer Axt nach einem persönlichen Streit in Polonnaruwa schwer verletzt und starb zwei Tage später.